# Michel Franco
Michel Franco, född 1979, är en mexikansk filmregissör. Han vann Un certain regard-priset vid filmfestivalen i Cannes 2012. Han vann även juryns stora pris vid filmfestivalen i Venedig 2020.

## Filmografi (i urval)
- 2012 – Smärtgränsen
- 2020 – New Order
- 2021 – Sundown
- 2023 – Memory